# Jennifer Hudson

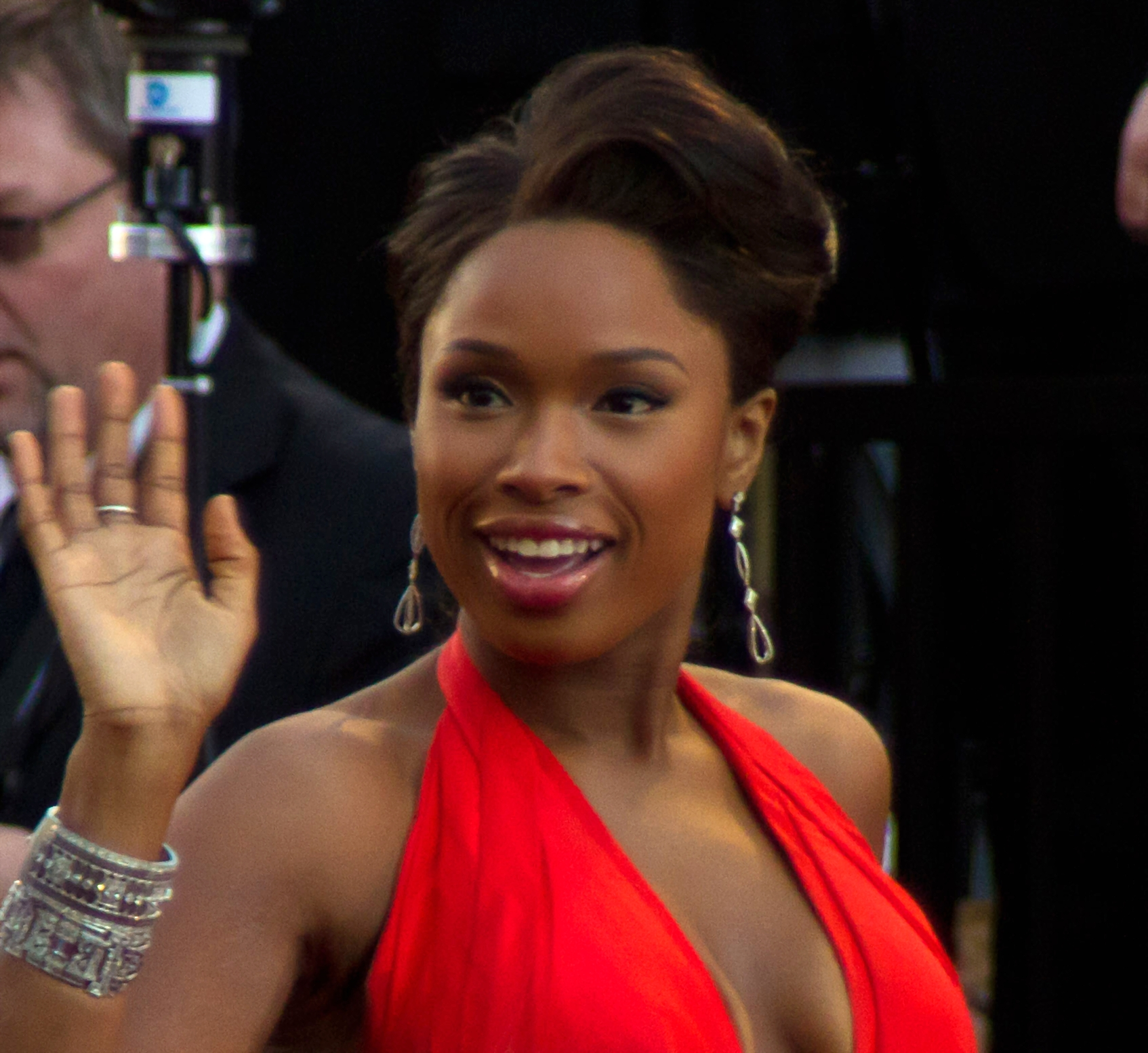
Jennifer Hudson på Oscarsgalan 2011.

Jennifer Hudson, född 12 september 1981 i Chicago, Illinois, är en amerikansk sångare och Oscarbelönad skådespelare.
Hudson slog igenom 2004 i TV-programmet American Idol och fick sedan 2006 rollen som Effie Melody White i filmen Dreamgirls, för vilken hon belönades med en Oscar i kategorin Bästa kvinnliga biroll. 2007 spelade Hudson i långfilmen Sex and the City: The Movie med bland andra Kim Cattrall och Sarah Jessica Parker.
Hudsons mor Darnell Donerson och bror Jason Hudson mördades i oktober 2008. Samtidigt försvann Hudsons 7-årige systerson Julian och en AMBER-efterlysning utfärdades efter att Hudsons syster Julia rapporterat honom som försvunnen. Den 27 oktober påträffades kroppen efter en ung pojke som senare identifierades som Julian. Hudsons svåger William Balfour, make till systern Julia, dömdes för morden och avtjänar tre livstidsdomar utan möjlighet till villkorlig frigivning. Han fälldes på ytterligare fyra åtalspunkter med ett sammanlagt fängelsestraff på 120 år.
2009 sjöng hon Will You Be There på Michael Jacksons begravningsceremoni.

## Filmografi i urval
- 2006 – Dreamgirls
- 2008 – Sex and the City
- 2013 – The Inevitable Defeat of Mister & Pete
- 2015 – Empire (TV-serie)
- 2017 – Sandy Wexler
- 2026 – Goat – bäst i världen